# مود بارجر والاتش
مود بارجر والاتش (بالإنجليزية: Maud Barger-Wallach)‏ كانت لاعبة كرة مضرب أمريكية وكانت تلعب باليد اليمنى. كما أنها إحدى بطلات الجراند سلام. حققت بطولة أمريكا المفتوحة للتنس سنة 1908.

## النهائيات

### الفردي: 3 (الألقاب 1, الوصافة 2)
| النتيجة | السنة | البطولة                     | الأرضية | المنافس              | النتيجة       |
| ------- | ----- | --------------------------- | ------- | -------------------- | ------------- |
| الوصافة | 1906  | بطولة أمريكا المفتوحة للتنس | عشبية   | هيلين هومانز         | 4–6, 3–6      |
| الفوز   | 1908  | بطولة أمريكا المفتوحة للتنس | عشبية   | إيفلين سيرز          | 6–3, 1–6, 6–3 |
| الوصافة | 1909  | بطولة أمريكا المفتوحة للتنس | عشبية   | هازل هوتشكيس وايتمان | 0–6, 1–6      |

## روابط خارجية
- مود بارجر والاتش على موقع قاعة مشاهير كرة المضرب الدولية (الإنجليزية)
- مود بارجر والاتش على موقع خلاصة التنس.كوم (الإنجليزية)